# 拜庭许大夫家庙
拜庭许大夫家庙，位于中国广东省广州市越秀区高第街许地。许拜庭原为广州四大盐商之一，后其长子许祥光率族人在高第街修祠堂，即今拜庭许大夫家庙。许地家庙原为三进建筑，现只余两进，第三进已拆除，并建为楼房。现用作越秀区离退休教工的活动中心。2002年7月，列入广州市文物保护单位。